# ポップンマッシュルームチキン野郎
ポップンマッシュルームチキン野郎（ポップンマッシュルームチキンやろう）は、吹原幸太の脚本・演出作品を上演する劇団。通称はPMC野郎、またはポップン。

## 概要
2005年、結成。ナンセンスな笑いと重厚なドラマを同居させ、通常では相容れないようなアンビバレントな感情を呼び起こす悲喜劇を得意とする。動物や植物、宇宙人や無機物などの登場人物が多く、着ぐるみや特殊メイクを使用する。また、客入れの時間で『開場中パフォーマンス』という本編とは関係のない短編作品を舞台上で上演していたり、『R18ステージ』という物語の大筋を壊さない程度にアダルトな演出が加えられる回が存在したりもする。
2012年度サンモールスタジオ最優秀演出賞、2013年度黄金のコメディフェスティバル最優秀作品賞・優秀演出賞、2014年度黄金のコメディフェスティバル最優秀作品賞・最優秀演出賞・優秀脚本賞・観客賞・高校生審査員賞を受賞。
毎週末に『ポップンマッシュルーム酔いどれ野郎』というTwitCasting配信を行っている。
2020年5月17日未明、主宰・吹原幸太が脳幹出血のため急逝。満37歳。
2024年7月12日、NPO法人が二代目座長に就任。
2025年10月9日 - 19日公演『砂時計が落ちきる前に』で、二代目座長NPO法人が脚本・演出を務める。
メンバーカラー
- レッド - NPO法人（エヌピーオーノリヒト）
- ホワイト - 小岩崎小恵
- ブルー - 野口オリジナル
- ピンク - 増田赤カブト
- 緑 - 井上ほたてひも
- オレンジ - 渡辺裕太
- パープル - 横尾下下
- ダークグリーン - 吉田翔吾
- イエロー - 廣瀬響乃

## 劇団員
- 吹原幸太 - 主宰
- 加藤慎吾（俳優活動休止）
- 小岩崎小恵
- 野口オリジナル
- 増田赤カブト
- 渡辺裕太
- NPO法人 - 二代目座長
- 井上ほたてひも
- 横尾下下
- 高橋ゆき（俳優活動休止）
- 吉田翔吾
- 前原一友（俳優活動休止）
- 廣瀬響乃
- 登紀子 - プロデューサー
- 瀬川佑 - WEB担当
- たまき - アシスタント

## 主な作品

### 公演
- 第1回公演 : ぽっぷん息子（2005年2月4日 - 6日、池袋小劇場）[7]
- 第2回公演 : おい!麗子さんがご機嫌ナナメだぞ!!（2005年10月28日 - 30日、池袋小劇場）[8]
- 第3回公演 : 侵略家族!（2006年6月9日 - 11日、大塚ジェルスホール）[9]
- 第4回公演 : もう嫌んなるくらいハッピー!　（2007年1月26日 - 28日、しもきた空間リバティ）[10]
- 第5回公演 : 仏の顔は三度までと言いますが、それはあくまで仏の場合ですから（2007年7月27日 - 29日、しもきた空間リバティ）[11]
- 第6回公演 : Everydayウキウキ!だって大統領だもんッ!（2008年3月28日 - 30日、ザ・ポケット）[12]
- 第7回公演 : こい!ここぞというとき（2008年8月12日 - 20日、新宿ゴールデン街劇場）[13]
- 第8回公演 : よ～いドン!!死神くん（2009年3月6日 - 15日、劇場MOMO）[14][15]
- 第9回公演 : もう嫌んなるくらいハピネス（2009年9月3日 - 7日、吉祥寺シアター）[16][17]
- 第10回公演 : すいません、私はもうすぐ着きます（2010年5月21日 - 23日、しもきた空間リバティ）[18]
- 第11回公演 : 死なない男は棺桶で二度寝する（2010年11月5日 - 14日、劇場MOMO）[19]
- 第12回公演 : よ～いドン!!死神くん（2011年4月29日 - 5月2日、吉祥寺シアター）[20]
- 第13回公演 : 陛下に届け（2011年10月7日 - 16日、Geki地下Liberty）[21]
- 第14回公演 : 首無し乙女は万事快調と笑ふ!（2012年5月12日-20日、サンモールスタジオ）[22]
- 第15回公演 : こい!ここぞというとき!（2012年10月18日 - 29日、サンモールスタジオ）[23]
- お漏らし寸前！短編作品集 : ヤバイ!帽子忘れた!何か代わりのモノ無い?（2013年2月16日・17日、千本桜ホール）[24]
- 第16回公演 : 仏の顔も三度までと言いますが、それはあくまで仏の場合ですので（2013年5月24日 - 6月3日、サンモールスタジオ）[25][26]
- 第17回公演 : 銀色の蛸は五番目の手で握手する（2013年12月27日 - 30日、シアターサンモール）[27]
- ショートショートフルパワーズ : ちょっと待って誰コイツ!こんなヤツ知らない（2014年3月14日 - 23日、シアターKASSAI）[28][29]
- 第18回公演 : うちの犬はサイコロを振るのをやめた（2014年7月4日 - 13日、下北沢駅前劇場）[30]
- 第19回公演 : 独りぼっちのブルース・レッドフィールド（2015年2月22日 - 3月1日、シアターサンモール）[31]
- ポップンマッシュルームぴあ野郎名義 : 錆びつきジャックは死ぬほど死にたい（2015年10月28日 - 11月3日、CBGKシブゲキ!!）[32]
- 第21回公演 : 御家族解体（2016年3月5日 - 13日、ステージカフェ下北沢亭）[33]
- 第22回公演 : うちの犬はサイコロを振るのをやめた（2016年7月23日 - 31日、シアターサンモール / 2016年8月13日 - 16日、HEP HALL）[34][35]
- 第23回公演 : こい!ここぞといふとき～男色道中膝栗毛～（2016年11月17日 - 21日、シアター・ミラクル）[36][37]
- 第24・25回公演 : 死なない男は棺桶で二度寝する / オハヨウ夢見モグラ（2017年5月3日 - 14日、シアターKASSAI）[38]
- 第26・27回公演 : 仏の顔も三度までと言いますが、それはあくまで仏の場合ですので 鰹 / 仏の顔も三度までと言いますが、それはあくまで仏の場合ですので 栄螺（2017年10月4日 - 15日、シアターKASSAI）[39][40]
- 第28回公演 : R老人の終末の御予定（2018年4月18日 - 23日、シアターKASSAI）[41][42][43]
- 第29・30回公演 : 首無し乙女は万事快調と笑う / 漂流ラクダよ、また会おう（2018年8月10日 - 15日、シアターサンモール）[44][45]
- 第31・32回公演 : 死が二人を分かつまで愛し続けると誓います / 二度目の蝶々は遠回りして帰る（2019年1月17日 - 29日、シアターKASSAI）[46][47]
- 第33回公演 : 殿はいつも殿（2019年5月16日 - 26日、花まる学習会王子小劇場 / 2019年5月30日 - 2019年6月2日、HEP HALL）[48][49]
- 第34・35回公演 : 僕と死神くん / KNOCK KNOCK KNOCK 或いは別れた記憶たち（2019年12月18日 - 22日、シアターサンモール）[50][51]
- 第36・37回公演 : R老人の終末の御予定 / コチラハコブネ、オウトウセヨ（2020年6月20日 - 28日、シアターサンモール）[52][53]
- 第38回公演 : コチラハコブネ、オウトウセヨ（2022年12月22日 - 28日、王子小劇場）[54][55]
- 第39回公演 : R老人の終末の御予定（2025年3月6日 - 11日、すみだパークシアター倉）[56][57]
- 第40回公演 : 砂時計が落ちきる前に（2025年10月9日 - 19日〈予定〉、ステージカフェ下北沢亭）[58]

### 外部参加作品
- 『死が二人を分かつまで、愛し続けると誓います』　（黄金のコメディフェスティバル2013、2013年8月17日-25日、シアター風姿花伝）
- 『殿（しんがり）はいつも殿』　（黄金のコメディフェスティバル2014、2014年9月18日-28日、シアター風姿花伝）
- 『近すぎて遠い』　（15 Minutes Made volume 13、2015年8月19日-25日、王子小劇場）
- 『最後のパレードは盛大に』　（中之島春の文化祭2016、2016年5月1日、ABCホール）

### 課外活動公演
- モウムリポ
  - 『ロマンス』　（2010年8月11日-15日、新宿サニーサイドシアター）
  - 『熱海殺人事件』　（2012年8月4日-5日、新宿ゴールデン街劇場）
  - 『売春捜査官／カム・ブロォ・ユア・ホーン』　（2015年6月24日-29日、ステージカフェ下北沢亭）

- 増田赤カブトのこうのとり研究会
  - 『二人芝居オムニバス　オリンポスの神々』　（2015年9月20日-21日、ステージカフェ下北沢亭）

### イベント
- 『風雲!チキン野郎城』　（2013年10月19日、ステージカフェ下北沢亭）
- 『風雲!チキン野郎城2』　（2014年2月18日、ステージカフェ下北沢亭）
- 『風雲!チキン野郎城3～そして伝説へ』　（2014年5月5日-6日、ステージカフェ下北沢亭）
- 『風雲!チキン野郎城Ⅳ～導かれし者たち～』　（2014年12月15日-16日、ステージカフェ下北沢亭）
- 『開運!ポップン上映団』　（2015年1月26日、ステージカフェ下北沢亭）
- 『新春！チキン詣』　（2016年1月3日、上野Untitled）
- 『新春！チキン詣 in ハワイ』　（2017年1月3日、ステージカフェ下北沢亭）
- 『開運!ポップン上映団 in ニューヨーク』　（2018年1月3日、ステージカフェ下北沢亭）
- 『おまめ合戦2022』（2022年2月3日、ステージカフェ下北沢亭）配信イベント
- 『クリスマスブイ会』（2024年12月26日、ステージカフェ下北沢亭）
- ポップンマッシュルームチキン野郎ファーストライブ『SOY-SHOW』（2025年2月9日、Route Theater）
- 『風雲！チキン野郎城〜天空の花嫁〜』（2025年10月12日・15日、ステージカフェ下北沢亭）

### CD
- POP'N MUSHROOM CHICKEN YARO FIRST ALBUM 『SOY』（2024年12月25日）